# Eugène Camara
Eugène Camara, född 21 januari 1942, död 22 november 2019 i Egypten, var mellan 9 och 26 februari 2007 premiärminister i Guinea. Dessförinnan tjänstgjorde han som minister för presidentfrågor.
Camara får mer makt än sina föregångare genom att fungera som regeringschef, en roll som innehafts av presidenten sedan självständigheten från Frankrike 1958.
Efter hårda förhandlingar i januari 2007 mellan de fackliga ledarna och presidentens sändebud gick den 72-årige president Lansana Conté med på att lämna ifrån sig posten som regeringschef. Facken krävde en "högt uppsatt civilperson med integritet" och därtill obefläckad av mutmisstankar på posten. Oppositionen är dock missnöjd med valet och misstror Camaras förutsättningar att hålla på sin integritet gentemot presidenten.